# غلامرضا ازهاری
غلامرضا ازهاری (۱۲۹۱ – ۱۴ آبان ۱۳۸۰) ارتشبد نیروی زمینی شاهنشاهی ایران، رئیس ستاد بزرگ ارتشتاران از ۲۸ تیر ۱۳۵۰ تا ۱۰ دی ۱۳۵۷ و به مدت ۵۵ روز نخست‌وزیر ایران و رئیس دولت نظامی از ۱۵ آبان ۱۳۵۷ تا ۱۰ دی ۱۳۵۷ بود.

## زندگی‌نامه
او پس از پایان تحصیلات ابتدایی و متوسطه، در سال ۱۳۱۲ به دانشکده افسری راه یافت. دو سال بعد با درجه ستوان دومی وارد ارتش شاهنشاهی شد و در سال ۱۳۲۶ با ارتقاء به درجه سرهنگی به معاونت فرماندهی دژبان مرکز منصوب شد. ازهاری در سال ۱۳۲۸ برای گذراندن یک دوره آموزش عالی به آمریکا اعزام شد. پس از بازگشت در سال ۱۳۳۰ دوره یک ساله فرماندهی ستاد را در دانشگاه جنگ گذراند و در سال ۱۳۳۶ به درجه سرتیپی ارتقاء یافت. دو سال بعد مجدداً برای طی دوره کوتاه مدت عالی ستاد به آمریکا رفت.
ازهاری در سال ۱۳۳۶ به فرماندهی لشکر کرمان و پس از آن به فرماندهی لشکر سبزوار منصوب شد و دو سال بعد با به درجه سرلشکری ارتقاء یافت و سپس به فرماندهی دانشکده جنگ منصوب شد. وی پس از چندی در ۱۳۴۱ به ستاد فرماندهی نیروی زمینی منتقل شد و یک سال بعد با درجه سپهبدی به فرماندهی سپاه غرب منصوب شد. ازهاری در سال ۱۳۴۵ نماینده نظامی ایران در گروه نمایندگان پیمان نظامی سنتو بود. وی به مدت دو سال از ۱۳۴۸ جانشین رئیس ستاد بزرگ‌ارتشتاران شد و در دوران ریاست ارتشبد فریدون جم بر ستاد بزرگ‌ارتشتاران خود را بازنشسته نمود ولی در ۲۸ تیر ماه سال ۱۳۵۰ با برکناری ارتشبد فریدون جم با درجه ارتشبدی مجدداً به خدمت دعوت و تا ۱۳ دی ۱۳۵۷ ریاست این ستاد را به عهده داشت.
در طول خدمت نظامی، مدالهای متعددی مانند نشان درجه یک و دو همایون، نشان لیاقت، افتخار، خدمت، کوشش، ورزش، سپاس، پاس و بیست و هشت مرداد و یک نشان از سنتو دریافت کرد.
| درجه          | سال  | سن |
| ------------- | ---- | -- |
| دانشکده افسری | ۱۳۱۲ | ۲۲ |
| ستوان دوم     | ۱۳۱۴ | ۲۴ |
| ستوان یک      | ۱۳۱۶ | ۲۶ |
| سروان         | ۱۳۱۸ | ۲۸ |
| سرگرد         | ۱۳۲۱ | ۳۱ |
| سرهنگ دوم     | ۱۳۲۴ | ۳۴ |
| سرهنگ         | ۱۳۲۶ | ۳۶ |
| سرتیپ         | ۱۳۳۶ | ۴۶ |
| سرلشکر        | ۱۳۳۸ | ۴۸ |
| سپهبد         | ۱۳۴۲ | ۵۲ |
| ارتشبد        | ۱۳۴۸ | ۵۸ |

## دوران نخست‌وزیری

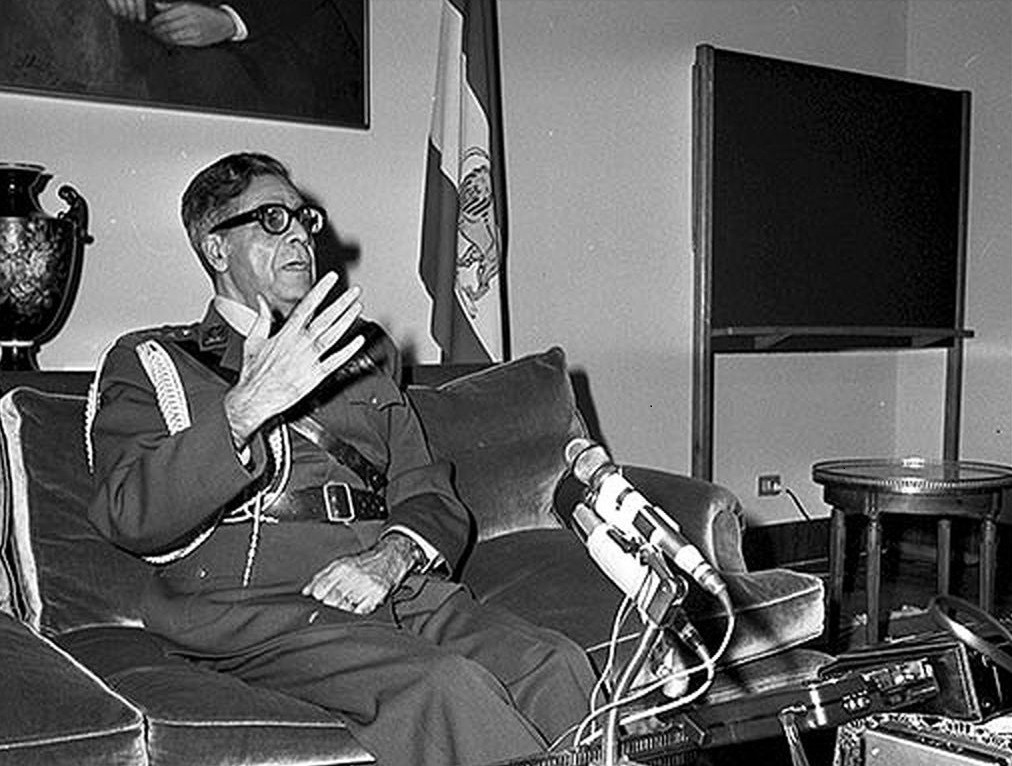
مصاحبه مطبوعاتی غلامرضا ازهاری در کسوت نخست‌وزیری، آبان ۱۳۵۷

با شکست دولت‌های متعدد در مقابله با انقلاب، و به‌دنبال حوادث ۱۳ آبان ۱۳۵۷ در پایتخت محمدرضا شاه تصمیم گرفت با انتصاب یک نظامی به ریاست دولت جریان انقلاب را متوقف کند. به همین منظور در ساعت ده صبح روز ۱۴ آبان ۱۳۵۷ ارتشبد غلامرضا ازهاری به کاخ نیاوران احضار شد و پس از مذاکرات مختصری پادشاه به وی تکلیف نخست‌وزیری را نمود و او نیز این مأموریت را پذیرفت. نخست‌وزیر جدید در ۱۵ آبان ۱۳۵۷ منصوب شد و همان روز کابینه نظامی خود را معرفی کرد. در این دولت غلامعلی اویسی به سرپرستی وزارت کار و امور اجتماعی، سپهبد امیرحسین ربیعی به سرپرستی وزارت مسکن و شهرسازی و ارتشبد عباس قره‌باغی به وزارت کشور منصوب شدند.
از اقدامات دولت نظامی ازهاری، دستگیری نویسندگان مطبوعات، بازداشت دولتمردانی چون ارتشبد نعمت نصیری، منوچهر آزمون، عبدالعظیم ولیان، داریوش همایون، غلامرضا نیک‌پی و امیرعباس هویدا بود.
کمال حبیب‌اللهی دوست نزدیک و وزیر کابینه ازهاری مدعی شده از زبان ازهاری شنیده دستگیری‌های فوق فقط برای مدت کوتاهی و برای آرام شدن اوضاع بوده:
 تا آن‌جا که من یادم هست تیمسار ازهاری می‌گفتند، «خوب، حالا یک عده هم ده روز هم زندان باشند شاید یک‌کمی در آرامش کمک کند. یک تعدادی ده روز هم زندان باشند.»
امیراصلان افشار رئیس تشریفات وقت، مدعیست که شاه ابتدا قصد داشته است اویسی را به عنوان نخست‌وزیر انتخاب کند، این احتمال باعث خوشحالی افشار و سایر افرادی می‌شود که خواستار برخورد جدی تری با نیروهای انقلابی بودند ولی شاه در دیدار مشترک با سفرای آمریکا و انگلیس از تصمیم خود منصرف می‌شود و بنا به پیشنهاد سفرای فوق، ازهاری که فرد میانه‌رو تری نسبت به اویسی بوده است انتخاب می‌شود. افشار مدعیست شاه بعداً در مراکش این ادعا را در گفتگو با او تأیید کرده است.

ازهاری سرانجام در اوایل دی ۱۳۵۷ دچار حمله قلبی و بستری شد و با عذر بیماری از مقام خود کناره گرفت و بلافاصله راهی آمریکا شد. او در خارج از کشور فعالیت سیاسی نداشت اما با هژبر یزدانی در تأسیس یک بانک همکاری نمود. او در سال ۱۳۸۰ در آمریکا درگذشت.

## برای مطالعهٔ بیشتر
- زندی، محمدعلی (۲۴ آبان ۱۳۹۳). «ازهاری، غلام رضا». دانشنامه پژوهه پژوهشکده باقرالعلوم.